# André Hahn (Fußballspieler)
André Hahn (* 13. August 1990 in Otterndorf) ist ein ehemaliger deutscher Fußballspieler.

## Leben
Hahn kam als Sohn eines Versicherungskaufmanns und dessen Frau zur Welt. Er stammt aus einer sportlichen Familie: Sein Großvater Franz-Hermann Hahn war bis Anfang 1988 Bundestrainer der Deutschen Reiterlichen Vereinigung, seine Großmutter Ute Hahn war Reiterin. Sein Vater spielte einst Handball beim TSV Otterndorf. Hahn wuchs zusammen mit seinem etwa drei Jahre jüngeren Bruder im Familienhof Blink auf und ist gelernter Fahrzeuglackierer.

## Vereinskarriere

### Jugend
Hahn begann seine Karriere in der G-Jugend des TSV Otterndorf. 2003 wechselte er zum LTS Bremerhaven in die C-Junioren-Regionalliga Nord. In der Saison 2004/05 stieg die Mannschaft am Ende der Saison ab. In der folgenden Saison schloss er sich dem SV Rot-Weiss Cuxhaven an, die in der B-Junioren-Bezirksoberliga Lüneburg spielten. Im Frühjahr 2008 wechselte Hahn als A-Junior zum FC Bremerhaven; mit ihnen gewann er die Sommerrunde der Verbandsliga Bremen mit 37 von 39 möglichen Punkten und stieg in die Regionalliga Nord/Nordost auf.
Anschließend schloss Hahn sich dem Hamburger SV an, bei dem er in der Saison 2008/09 in der A-Junioren-Bundesliga Nord/Nordost Aufnahme fand. Insgesamt kam er siebenmal für das Team zum Einsatz.

### Frühe Karriereschritte
Neben den A-Junioren spielte Hahn auch in der Regionalliga für die zweite Mannschaft des Hamburger SV. Erstmals im Kader und in der Startelf stand er am 31. August 2008 (3. Spieltag) beim 2:1-Sieg gegen den VfB Lübeck. Sein erstes Tor erzielte er am 15. Oktober 2008 (7. Spieltag) gegen Altona 93 in der Nachspielzeit zum 2:2-Endstand, nachdem er in der 78. Minute eingewechselt worden war.
Zur Saison 2010/11 wechselte er zum Ligakonkurrenten FC Oberneuland und in der Winterpause zum Drittligisten TuS Koblenz. Am 21. Spieltag absolvierte Hahn für die TuS Koblenz gegen Rot Weiss Ahlen sein erstes Drittligaspiel. Nach dem Rückzug der Koblenzer aus der 3. Liga unterschrieb er zur Saison 2011/12 bei Kickers Offenbach.

### Bundesliga

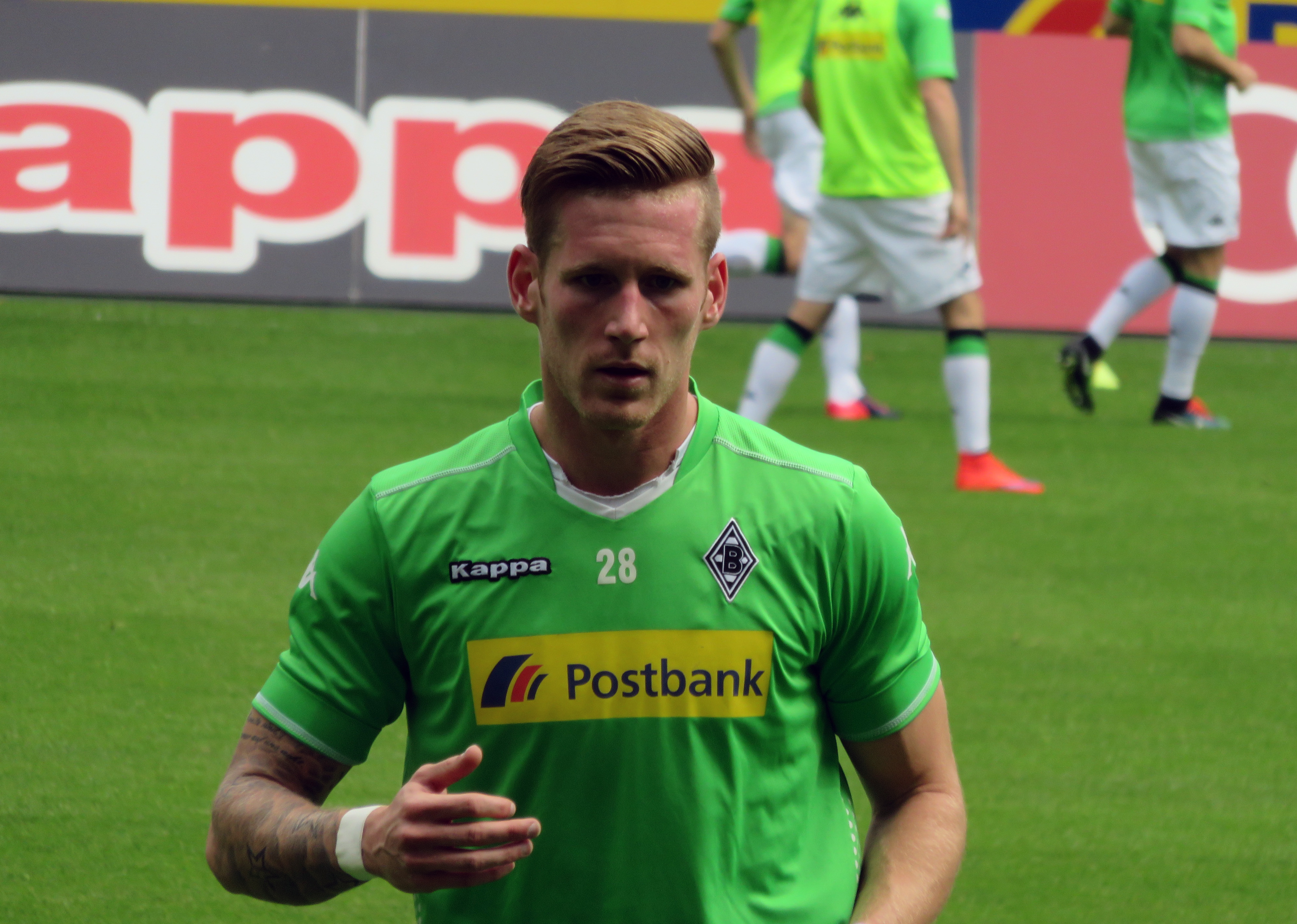
André Hahn bei Borussia Mönchengladbach (2015)

In der Winterpause der Saison 2012/13 wechselte Hahn zum Bundesligisten FC Augsburg, bei dem er einen bis 2016 laufenden Vertrag unterzeichnete. Am 20. Januar 2013 (18. Spieltag) debütierte er in der Bundesliga, als sein Verein mit 3:2 gegen Fortuna Düsseldorf gewann. Sein erstes Bundesligator schoss Hahn am 27. September 2013 (7. Spieltag) gegen Borussia Mönchengladbach in der 27. Spielminute. Das Spiel endete 2:2.
Zur Saison 2014/15 wechselte Hahn zu Borussia Mönchengladbach. Er unterschrieb im März 2014 einen bis zum 30. Juni 2018 laufenden Vertrag. Am 25. Oktober 2015 erlitt er im Bundesligaspiel gegen Schalke 04 einen Schienbeinkopfbruch und einen Riss des Außenmeniskus nach einem Foul von Johannes Geis.
Vor der Saison 2017/18 kehrte Hahn zum Hamburger SV zurück. Er unterschrieb Ende Juni 2017 einen bis zum 30. Juni 2021 laufenden Vertrag. Sein erstes Bundesligaspiel für die Hamburger absolvierte er beim 1:0-Heimsieg (1. Spieltag) gegen den FC Augsburg. Am 25. August 2017, dem 2. Spieltag, erzielte er beim 3:1-Sieg gegen den 1. FC Köln sein erstes Bundesligator für den HSV. Er war mit 13,16 Kilometern der laufstärkste Spieler. Insgesamt kam Hahn unter den Trainern Markus Gisdol, Bernd Hollerbach und Christian Titz in 23 Bundesligaspielen zum Einsatz und erzielte drei Tore. Unter dem neuen Trainer Christian Titz kam er dabei nur auf einen Kurzeinsatz. Am Saisonende musste der HSV den erstmaligen Gang in die 2. Bundesliga antreten, Hahn verließ den Verein.
Nach dem Abstieg des HSV kehrte Hahn zur Saison 2018/19 zum FC Augsburg zurück, bei dem er einen Vertrag mit einer Laufzeit bis zum 30. Juni 2022 unterschrieb. Er absolvierte sein 100. Bundesliga-Spiel (zeitgleich mit Teamkollege Rani Khedira) beim 1:1-Remis gegen den SC Freiburg am 28. November 2020. Im April 2022 verlängerte sich sein Vertrag in Augsburg durch eine Klausel automatisch um ein weiteres Jahr bis 2023.
Am 8. Spieltag der Saison 2022/23 erzielte Hahn in der Partie beim FC Schalke 04 den 3:2-Siegtreffer für seine Mannschaft. In diesem Spiel zog er sich eine schwere Knorpelverletzung im Knie zu. Aufgrund dieser Verletzung kam Hahn im weiteren Saisonverlauf nicht mehr zum Einsatz.
Am 19. Mai 2023 gab der FCA bekannt, den zum Saisonende auslaufenden Vertrag mit Hahn nicht zu verlängern.
Am 23. Februar 2024 verkündete Hahn bei der lokalen Tageszeitung „Cuxhavener Nachrichten“ sein Karriereende.

## Nationalmannschaft
Am 28. Februar 2014 wurde Hahn für das Freundschaftsspiel in der Stuttgarter Mercedes-Benz-Arena  gegen Chile erstmals in den Kader der deutschen A-Nationalmannschaft berufen, am 5. März jedoch nicht eingesetzt. Am 8. Mai 2014 wurde er für den vorläufigen Kader zur Weltmeisterschaft 2014 nominiert, ebenso für das Benefiz-Länderspiel im Volksparkstadion in Hamburg gegen Polen am 13. Mai 2014. Gegen Polen wurde Hahn zur zweiten Halbzeit eingewechselt und absolvierte sein erstes Länderspiel. Er war damit der erste deutsche Nationalspieler des FC Augsburg seit Helmut Haller 1962. Einen Tag nach diesem Länderspiel wurde er aus dem WM-Kader zugunsten Christoph Kramers gestrichen.

## Auszeichnungen
- VDV-Newcomer des Jahres: 2013/14